# 소라쿠군

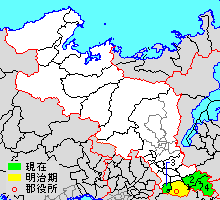
교토부 소라쿠군 1.가사기정, 2.와즈카정, 3.세이카정, 4.미나미야마시로촌

소라쿠군(일본어: 相楽郡)은 일본 교토부에 있는 군이다.
인구 41,358명, 면적 178.24km², 인구밀도 232명/km².(2025년 3월 1일, 추계인구)
이하 3정 1촌으로 구성된다.
- 가사기정(笠置町)
- 세이카정(精華町)
- 와즈카정(和束町)
- 미나미야마시로촌(南山城村)

## 군역
1879년 행정 구역으로 발족 당시의 군역은 위의 3정 1촌 외에 아래 구역에 해당한다.
- 기즈가와시 전역
- 쓰즈키군 이데정의 일부

## 역사

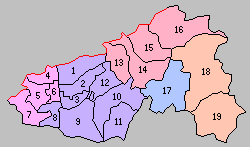
1.다나쿠라촌 2.고마촌 3.가미코마촌 4.고마다촌 5.이나다촌 6.호소노촌 7.야마다쇼촌 8.사가나카촌 9.기즈촌 10.도노촌 11.가모촌 12.미카노하라촌 13.니시와즈카촌 14.나카와즈카촌 15.히가시와즈카촌 16.유부네촌 17.가사기촌 18.오카와라촌 19.다카야마촌 (보라: 기즈가와시 파랑:가사기정 분홍: 세이카정 빨강: 와즈카정 주황:미나미야마시로촌)

- 1889년 4월 1일 - 정촌제 시행으로, 아래의 촌이 발족. 따로 표시하지 않은 경우 현 기즈가와시.(19촌)
  - 다나쿠라촌(棚倉村)
  - 고마촌(高麗村)
  - 가미코마촌(上狛村)
  - 고마다촌(狛田村): 현 세이카정
  - 이나다촌(稲田村): 현 세이카정
  - 호소노촌(祝園村): 현 세이카정
  - 야마다쇼촌(山田荘村): 현 세이카정
  - 사가나카촌(相楽村)
  - 기즈촌(木津村)
  - 가모촌(加茂村)
  - 도노촌(当尾村)
  - 미카노하라촌(瓶原村)
  - 니시와즈카촌(西和束村): 현 와즈카정
  - 나카와즈카촌(中和束村): 현 와즈카정
  - 히가시와즈카촌(東和束村): 현 와즈카정
  - 유부네촌(湯船村): 현 와즈카정
  - 가사기촌(笠置村): 현 가사기정
  - 오카와라촌(大河原村): 현 미나미야마시로촌
  - 다카야마촌(高山村): 현 미나미야마시로촌
  - 일부는 쓰즈키군 이데촌 소속이 됨.
- 1893년 11월 25일 - 기즈촌이 정제 시행으로 기즈정(木津町)이 됨.(1정 18촌)
- 1926년)7월 1일 - 가미코마촌이 정제 시행으로 가미코마정(上狛町)이 됨.(2정 17촌)
- 1928년 2월 11일 - 가모촌이 정제 시행으로 가모정(加茂町)이 됨.(3정 16촌)
- 1931년 10월 1일 - 고마다촌·호소노촌·이나다촌이 합병하여, 가와니시촌(川西村)이 발족.(3정 14촌)
- 1934년 1월 1일 - 가사기촌이 정제 시행으로 가사기정(笠置町)이 됨.(4정 13촌)
- 1951년)4월 1일(4정 9촌)
  - 사가나카촌이 기즈정에 편입.
  - 가와니시촌·야마다쇼촌이 합병하여, 세이카촌(精華村)이 발족.
  - 도노촌·미카노하라촌이 가모정에 편입.
- 1954년 12월 15일 - 니시와즈카촌·나카와즈카촌·히가시와즈카촌이 합병하여, 와즈카정(和束町)이 발족.(5정 6촌)
- 1955년 4월 1일(6정 4촌)
  - 오카와라촌·다카야마촌이 합병하여, 미나미야마시로촌(南山城村)이 발족.
  - 세이카촌이 정제 시행으로 세이카정(精華町)이 됨.
- 1956년
  - 8월 1일 - 가미코마정·고마촌·다나쿠라촌이 합병하여, 야마시로정(山城町)이 발족.(6정 2촌)
  - 9월 30일 - 유부네촌이 와즈카정에 편입.(6정 1촌)
- 2007년 3월 12일 - 야마시로정·기즈정·가모정이 합병하여, 기즈가와시(木津川市)가 발족, 군에서 이탈.(3정 1촌)